# Vicki Hall
Vicki Hall (nacida el 3 de octubre de 1969 en Indianapolis, Indiana) es una exjugadora de baloncesto estadounidense. Fue campeona del mundo con Estados Unidos en el Mundial de Malasia 1990.